# Хант, Джим
Джеймс Бакстер Хант-младший (англ. James Baxter Hunt Jr.; род. 16 мая 1937, Уилсон, Северная Каролина) — американский политик и юрист, который был 69-м и 71-м губернатором Северной Каролины (1977—1985 и 1993—2001). В общей сложности он являлся губернатором дольше всех в истории штата.
Хант делит с бывшим губернатором Огайо Джимом Роудсом шестой по продолжительности губернаторский срок в постконституционной истории США — 5838 дней.

## Политическая карьера
Свои первые выборы на пост губернатора выиграл в 1976 году, уверенно победив кандидата от республиканцев Дэвида Флаэрти (64,99 %	против 33,90 %). Эти выборы стали последним случаем, когда действующий губернатор Северной Каролины не имел права баллотироваться на второй срок до принятия поправки, разрешающей такое переизбрание. Перед избранием на должность Хант трудился вице-губернатором в администрации предыдущего главы штата Джеймса Холсхаузера.
В 1984 году он проиграл ожесточённую борьбу за место в Сенате, которое занимал Джесси Хелмс, и на несколько лет покинул политику. Он вернулся в 1992 году и победил вице-губернатора Джима Гарднера и вновь стал губернатором Северной Каролины. В 1996 году Хант был переизбран с серьёзным отрывом от будущего американского конгрессмена Робина Хейса. Он покинул свой пост в январе 2001 года, и его заменил его коллега-демократ, генеральный прокурор штата  Майк Изли.

### Деятельность на посту губернатора
В 1970-х годах Хант был сторонником Поправки о равных правах (англ. Equal Rights Amendment) и вместе со своей женой Кэролайн добивался её одобрения законодательным собранием штата (который в итоге не смог ратифицировать её) и назначил политического стратега Бетти Рэй Маккейн своим главным лоббистом поправки. Он также добился существенного прогресса в улучшении качества образования в Северной Каролине. Хант работал в Целевой группе Карнеги, которая создала Национальный совет по стандартам профессионального преподавания. В то же время критики образовательной программы Ханта выражали обеспокоенность по поводу невозможности определить, успешна она или нет. Некоторые проверки выявили неэффективное финансовое управление, особенно на местном уровне. В 2000 финансовом году более половины местных агентств либо не прошли «чистый аудит», либо не потратили необходимый процент средств на профильные нужды. Также программа была обвинена в перерасходе средств на своих банковских счетах на 5,5 миллионов долларов. В качестве губернатора Хант принимал участие в различных усилиях по продвижению технологий и экономического развития, основанного на технологиях, включая создание Центра биотехнологии Северной Каролины и Школы науки и математики Северной Каролины, также преуспев в привлечении бизнеса в свой штат.
В 2000 году он упоминался как возможный кандидат от Демократической партии на пост вице-президента Соединённых Штатов или министра образования в администрации Альберта Гора, если бы Гор добился успеха в президентской гонке 2000 года. Кандидат от Демократической партии 2004 года сенатор Джон Керри также рассматривал кандидатуру Ханта на должность министра образования в случае его победы, на аналогичное место он рассматривался и Бараком Обамой.
Хант был ключевым действующим лицом в суде над т. н. «Уилмингтонской десяткой», девяти чернокожих мужчин и одной женщины, ложно обвинённых в умышленном поджоге магазина Mike’s Grocery по предварительному сговору. К концу 1970-х годов их дело привлекло международное внимание и рассматривалось как позор для США и, в частности, Северной Каролины. CBS транслировала 60-минутный сюжет об этом деле, в котором говорилось, что доказательства против них были сфабрикованы. Когда тогдашний президент Джимми Картер в 1978 году упрекал Советский Союз за многочисленные аресты диссидентов, в ответ ему привели «Уилмингтонскую десятку» как пример американского политического заключения. В январе 1978 года, после отказа вышестоящих судов снять обвинения, Хант решил сократить срок наказания с 20-25 лет до 13-17 вместо того, чтобы помиловать и освободить их. В 2012 году члены «Уилмингтонской десятки», в том числе четверо уже умерших, были помилованы губернатором Беверли Пердью.
Джима Ханта неоднократно критиковали за то, что он позволил Дэррилу Ханту оставаться в тюрьме в течение двадцати лет после того, как неправомерно осуждённый за изнасилование и убийство афроамериканец из Уинстон-Сейлема был реабилитирован на основе оправдательных доказательств ДНК, которые указывали на другого преступника. Дэррил был помилован новым губернатором Майком Изли. За время своего пребывания в должности Ханта в Северной Каролине состоялось 13 актов смертной казни, включая громкие дела серийных убийц Вельмы Барфилд. и  Джеймса Уильяма Хатчинса.
Хант был активным сторонником табачной промышленности Северной Каролины даже после того, как стали очевидны негативные последствия употребления табака для здоровья. Когда главный хирург администрации Рейгана доктор Эверетт Куп обвинил табачную промышленность в том, что она направляет рекламу на детей и угрожает человеческим жизням, Хант призвал того подать в отставку.

## Вне политики
Хант основал и является почётным председателем Института новых проблем при Университете штата Северная Каролина. В 2001 году он также создал Институт лидерства и политики Джеймса Б. Ханта-младшего, Inc.,   широко известный как Институт Ханта. Миссия организации состоит в том, чтобы обеспечить будущее Америки посредством качественного образования,   её целью является расширение прав и возможностей губернаторов, политиков и других лидеров образования в разработке и реализации комплексных стратегий по преобразованию государственной  образовательной системы.
Официальная биография Ханта, автором которой является его  бывший пресс-секретарь Гэри Пирс, была выпущена осенью 2010 года.
Имя Джеймса Б. Ханта-младшего носит вторая по величине библиотека в Университете штата Северная Каролина.